# 74400 Streaky
74400 Streaky este un asteroid din centura principală de asteroizi.

## Descriere
74400 Streaky este un asteroid din centura principală de asteroizi. A fost descoperit pe 11 decembrie 1998 la Mérida de Orlando A. Naranjo Villarroel. Asteroidul prezintă o orbită caracterizată de o semiaxă mare de 3,12 ua, o excentricitate de 0,07 și o înclinație de 10,1° în raport cu ecliptica.